# Agni-III
Agni-III (IAST: Agni, prevedeno. 'Vatra') indijska je balistička raketa srednjeg dometa uvedena u službu 2011. kao nasljednica Agni-II. Ima domet od 3.000 do 5.000 kilometara i može dosegnuti ciljeve duboko u susjednim zemljama, uključujući Kinu.

## Uvod
Indijsko vjerodostojno minimalno odvraćanje predviđalo je nuklearnu trijadu sposobnosti protuudara koja je zahtijevala projektil dugog dometa za pružanje snažne sposobnosti drugog udara. Indija je razvila veći projektil, s većom nosivošću i većim dometom u kompaktnoj konfiguraciji. Potaknuta potrebom obrane protiv antibalističkih projektila (ABM) u nastajanju, ova sposobnost zahtijeva kompaktnu raketu koja može nositi ABM teret i oružje u konfiguraciji sličnoj MIRV-u.

## Opis
Agni-III razvijen je kao nasljednik Agni-II koji je dizajnirala Organizacija za obrambeno istraživanje i razvoj (DRDO). Agni-III je dvostupanjski balistički projektil sposoban za isporuku nuklearnog oružja. DRDO je u rujnu 2001. osnovao zasebno pogonsko postrojenje za razvoj velikih raketnih motora na kruto gorivo, uključujući infrastrukturu za pogonsko gorivo. Zdepasti dvostupanjski projektil na kruto gorivo dovoljno je kompaktan za jednostavnu pokretljivost i fleksibilno postavljanje na brojne površinske i podzemne platforme.
Projektil je opremljen sofisticiranim sustavima za navigaciju, navođenje i kontrolu te naprednim računalnim sustavima na vozilu. Elektronički sustavi su dizajnirani da izdrže veće vibracije, toplinu i buku. Inercijalni navigacijski sustav visokih performansi, prstenasti laserski žiroskop domaće proizvodnje, prvi je put je testiran u letu 7. veljače 2010.
Dva stupnja Agni-III imaju ukupni promjer od 2 metra. U početku je masa prvog stupnja oko 32 tone i duzine 7,7 metara, a drugog stupnja 10 tona i 3,3 metra. Očekivalo se da će projektil podržavati širok raspon konfiguracija bojevih glava, s dometom od 4500 kilometara i ukupnom težinom korisnog tereta od 2490 kilograma. Sustav zemaljske potpore i lanser razvili su Inženjeri za istraživanje i razvoj.
Vjerojatna kružna pogreška (CEP) Agni-III je unutar 40 metara. Nacionalni obavještajni centar američkih zračnih i svemirskih snaga procijenio je da je u lipnju 2017. bilo raspoređeno manje od 10 lansera.

## Pogon
Agni-III ima dva stupnja na kruto gorivo i ukupni promjer od 2 metra, kompatibilan s indijskim podzemnim lansirnim sustavom koji ima otvor lansirne cijevi promjera 2,3 metra. Booster prvog stupnja težak je oko 32 tone i izrađen je od naprednih ugljično-kompozitnih materijala za pružanje visokog udjela korisnog opterećenja (maseni udio). Dug je 7,7 metara; drugi stupanj težak je oko 11 tona, izrađen je od maraging čelika, dugačak je 3,3 metra i ima vektorske mlaznice za kontrolu putanje leta.